# Покровський (Дніпро)
Покровський (раніше - Комунар) — житловий масив Дніпра в західній частині міста між житловими масивами Червоний Камінь та Парус. Розташований на березі річки Дніпро.
Забудова житлового масиву на території колишнього селища Діївка розпочалася в середині 1970-х років.
Характер забудови — багатоповерхові (9-16 поверхів) будинки.
Основні вулиці: Набережна Заводська, Велика Діївська, Юрія Кондратюка, Метробудівська, Максима Дія.
Наприкінці грудня 1995 року на перехресті нинішніх вулиці Великої Діївської та вулиці Юрія Кондратюка, що знаходиться між масивами Червоний Камінь та Покровський, була відкрита станція метро «Покровська» (на той момент - Комунарівська).

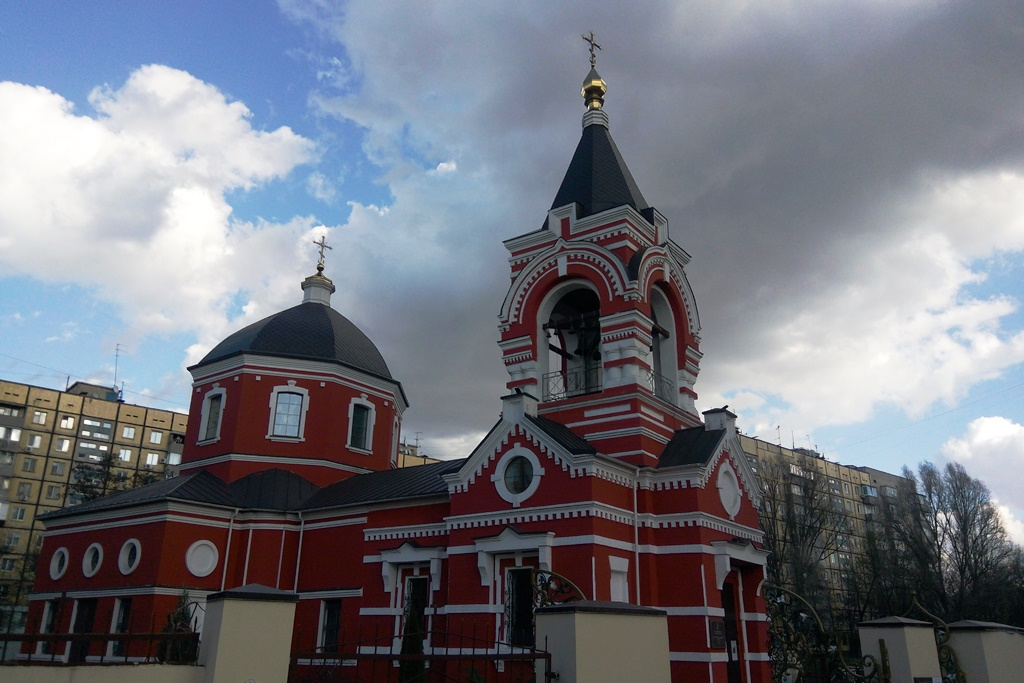
Вид на Свято-Хрестовоздвиженський храм після реставрації (2020)

На території житлого масиву знаходяться декілька супермаркетів: 2 «Варуса», 1 «АТБ» та «Сільпо», макдональдс, сучасні дитячі майданчики, 4 дитячи садки, 2 школи (№97 та №106), дитяча школа мистецтв, центр дитячої творчості, прокуратура Новокодацького району, поліклініка та лікарня, Хрестовоздвиженська церква (найстарша у м. Дніпрі).
Поруч розташовані Дніпровські плавні, є пляж.

## Освіта
школи:
- Міський юридичний ліцей — Заводська Набережна, 119
- Середня загальноосвітня школа № 97 імені П. І. Шкідченка — Велика Діївська вулиця, 42
- Навчально — виховний комплекс № 106" середня загальноосвітня школа — дошкільний навчальний заклад (дитячий садок)" — Метробудівська вулиця, 7

дошкільні заклади:
- Дошкільний навчальний заклад (ясла — садок) № 189 комбінованого типу — Велика Діївська вулиця, 60
- Дошкільний навчальний заклад (ясла-садок) № 282 комбінованого типу — вулиця Максима Дія, 19
- Дошкільний навчальний заклад (ясла-садок) № 331 — вулиця Максима Дія, 6
- Дошкільний навчальний заклад (ясла-садок) № 346 компенсуючого типу — Велика Діївська вулиця, 50
- Дошкільний навчальний заклад (ясла-садок) № 377 комбінованого типу — вулиця Максима Дія, 3
- Дошкільний навчальний заклад № 404 (центр розвитку дитини) — вулиця Максима Дія, 9
- дошкільне відділення НВК № 106 — вулиця Максима Дія, 7